# Fijaš
Fijaš é um município da Eslováquia, situado no distrito de Svidník, na região de Prešov. Tem 4,4 km² de área e sua população em 2018 foi estimada em 150 habitantes.

## Demografia
| Ano:        | 1994 | 2004   | 2014   | 2024   |
| ----------- | ---- | ------ | ------ | ------ |
| Broj ljudi: | 158  | 151    | 141    | 138    |
| Razlika:    |      | -4,43% | -6,62% | -2,12% |

| Ano:               | 2023 | 2024   |
| ------------------ | ---- | ------ |
| Número de pessoas: | 143  | 138    |
| Diferença:         |      | -3,49% |